# Xúgovitsi
Xúgovitsi (en rus: Шуговицы) és un poble de l'óblast de Leningrad, a Rússia, que el 2017 tenia 41 habitants.

## Història
Al mapa d'Ingria d'A.I Bergenheim, compilat a partir de materials suecs de 1676, s'indiquen la casa pairal de Solowits Hoff i el poble de Solowitsgorka. Al "Mapa general de la província d'Ingria" suec de 1704 hi ha el poble de Sulgowitz. Està designat com el poble de Solgovitsy al "Dibuix geogràfic de la terra d'Izhora" d'Adrian Schonbeck de 1705.
A continuació, al mapa de la província de Sant Petersburg de F. F. Schubert el 1834 com el poble de Shugovitsy. Al costat del poble hi ha la mansió Derfelden.